# Московські вищі жіночі курси

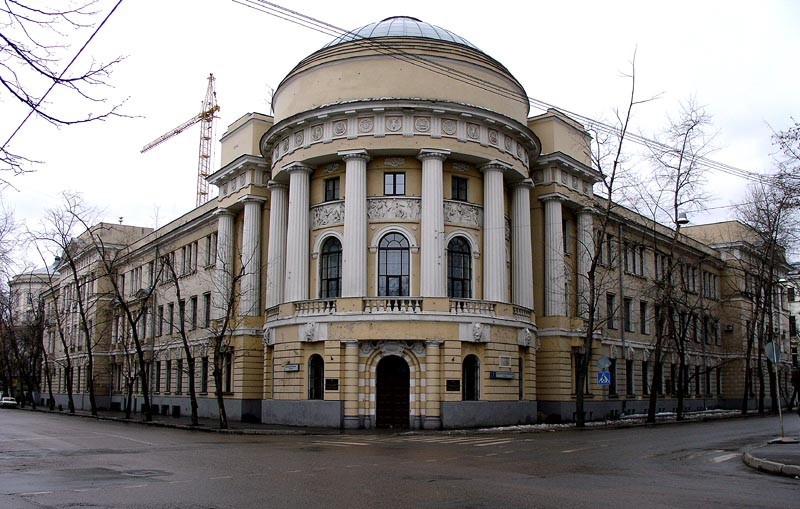
Головний корпус сучасного МПДУ (вул. Мала Пироговська, 1), в минулому — Аудиторний корпус МВЖК. Парадний вхід.

Московські вищі жіночі курси — вищий навчальний заклад для жінок в Росії. Проіснували з 1872 по 1918 рік, після чого були перейменовані в Другий Московський державний університет і відкриті також для чоловіків.

## Історія
У травні 1872 року міністр народної освіти граф Д. А. Толстой дав згоду на відкриття в Москві вищих жіночих курсів як приватного навчального закладу і затвердив «Положення про курси».
1 листопада 1872 року на Волхонці в будівлі Першої чоловічої гімназії відбулося урочисте відкриття Московських вищих жіночих курсів (курси професора  Гер'є Володимира Івановича), що поклали початок вищій жіночої освіті в Росії.
Спочатку навчання було розраховано на 2 роки, а з 1886 року — 3 роки. У 1900 році термін навчання збільшився до чотирьох років. У програму навчання входили як гуманітарні науки, так і природні.
Забезпечення московських курсів було вкрай обмежено; субсидію у розмірі 500 руб. на рік, вони отримували лише від купецької управи, і то лише з 1878 р. Головними чином кошти курсів складалися з добровільних пожертвувань і плати з слухачок. Заняття були платними, 50 карбованців на рік.
У жовтні 1869 відкрилися в Москві, в будівлі 2-ї гімназії, а потім на Луб'янці «публічні курси для жінок за програмою чоловічих класичних гімназій» (луб'янські курси). Всі ці курси управлялися виборними з середовища слухачок. Відкриття в Москві курсів В. І. Герье не могло не відбитися на Луб'янській курсах, але призвело не до закриття їх, а до спеціалізації: вони поступово засвоїли собі університетський характер, а з 1882 р. остаточно перетворилися на фізико-математичний факультет, з чотирирічним курсом викладання і з двома відділеннями, математичним та природним.
На знову відкритих курсах було два відділення — історико-філологічне і фізико-математичне. У 1906 році був відкритий медичний факультет (нині РГМУ).
На курсах викладали видатні вчені — В. І. Вернадський, С. О. Чаплигін, С. С. Намьоткін, М. Д. Зелінський, О. О. Ейхенвальд, Б. К. Млодзієвський, А. М. Реформатський, І. О. Ільїн та ін. Однією з перших професорів-жінок стала випускниця курсів О. М. Цубербіллер (автор підручника з аналітичної геометрії).
Раді курсів давалося право відкривати нові факультети і відділення, вводити нові дисципліни і змінювати навчальні програми.
3 червня 1907 відбулася закладка будівель навчальних корпусів (архітектор C. У. Соловйов) на земельній ділянці по Малої Царицинської (нині Мала Пироговська) вулиці. Зараз ця будівля займає головний корпус МПДУ. Будівля аудиторного корпусу зображено на нинішній емблемі МПДУ.
У 1908 році були побудовані Анатомічний театр (нині Російський державний медичний університет) та корпус Фізика-Хімія (нині Московська академія тонкої хімічної технології).
У 1915—1916 навчальному році Московським вищим жіночим курсам було надано право проведення випускних іспитів та видачі дипломів про вищу освіту. До 1918 року курси нараховували 8,3 тисячі учнів і за чисельністю поступалися тільки МДУ.